# Myxidium euzeti
Myxidium euzeti is een microscopische parasiet uit de familie Myxidiidae. Myxidium euzeti werd in 1989 beschreven door Lubat, Radujkovic, Marques & Bouix. 